# Boxe aux Jeux olympiques d'été de 2020 - Poids lourds hommes
Navigation
Londres 2016 Paris 2024
L'épreuve masculine de boxe des poids lourds (-91 kg) des Jeux olympiques de 2020 de Tokyo se déroule au Ryōgoku Kokugikan du 24 juillet au 6 août 2021.

## Calendrier
- Tours préliminaires
- Quart de finale
- Demi-finale
- Finale

| Épreuve↓/Date →       | Sam. 24 | Dim. 25 | Lun. 26 | Mar. 27 | Mer. 28 | Jeu. 29 | Ven. 30 | Sam. 31 | Dim. 1 | Lun. 2 | Mar. 3 | Mer. 4 | Jeu. 5 | Ven. 6 | Sam. 7 | Dim. 8 |
| --------------------- | ------- | ------- | ------- | ------- | ------- | ------- | ------- | ------- | ------ | ------ | ------ | ------ | ------ | ------ | ------ | ------ |
| Hommes                |         |         |         |         |         |         |         |         |        |        |        |        |        |        |        |        |
| Poids lourds (-91 kg) | 16e     |         |         | 8e      |         |         | ¼       |         |        |        | ½      |        |        | F      |        |        |

## Médaillés
| Or                     | Argent                 | Bronze                     |
| Julio César de la Cruz | Muslim Gadzhimagomedov | David Nyika Abner Teixeira |

## Résultats

### Phase finale
|  | Demi-finales           | Demi-finales           |                        |   | Finale | Finale |
|  |                        |                        |                        |   |        |        |
|  |                        |                        |                        |   |        |        |
|  |                        |                        |                        |   |        |        |
|  | Muslim Gadzhimagomedov | 4                      |                        |   |        |        |
|  | Muslim Gadzhimagomedov | 4                      |                        |   |        |        |
|  | David Nyika            | 1                      |                        |   |        |        |
|  | David Nyika            | 1                      | Muslim Gadzhimagomedov | 0 |        |        |
|  |                        |                        | Muslim Gadzhimagomedov | 0 |        |        |
|  |                        | Julio César de la Cruz | 5                      |   |        |        |
|  | Abner Teixeira         | Julio César de la Cruz | 5                      | 1 |        |        |
|  | Abner Teixeira         |                        |                        | 1 |        |        |
|  | Julio César de la Cruz | 4                      |                        |   |        |        |
|  | Julio César de la Cruz | 4                      |                        |   |        |        |

### Premiers tours

#### Première partie
|  | Seizièmes de finale  | Seizièmes de finale  | Seizièmes de finale |  |  | Huitièmes de finale    | Huitièmes de finale    | Huitièmes de finale |   |                        | Quarts de finale       | Quarts de finale       | Quarts de finale |  |  | Demi-finales | Demi-finales | Demi-finales |
|  |                      |                      |                     |  |  |                        |                        |                     |   |                        |                        |                        |                  |  |  |              |              |              |
|  |                      |                      |                     |  |  |                        |                        |                     |   |                        |                        |                        |                  |  |  |              |              |              |
|  |                      |                      |                     |  |  | Muslim Gadzhimagomedov | Muslim Gadzhimagomedov | 5                   |   |                        |                        |                        |                  |  |  |              |              |              |
|  | Sanjar Tursunov      | Sanjar Tursunov      | 1                   |  |  | Abdelhafid Benchabla   | Abdelhafid Benchabla   | 0                   |   |                        |                        |                        |                  |  |  |              |              |              |
|  | Abdelhafid Benchabla | Abdelhafid Benchabla | 4                   |  |  |                        |                        |                     |   | Muslim Gadzhimagomedov | Muslim Gadzhimagomedov | 5                      |                  |  |  |              |              |              |
|  |                      |                      |                     |  |  |                        | Ammar Abduljabbar      | Ammar Abduljabbar   | 0 |                        |                        |                        |                  |  |  |              |              |              |
|  |                      |                      |                     |  |  | Ammar Abduljabbar      | Ammar Abduljabbar      | 5                   |   |                        |                        |                        |                  |  |  |              |              |              |
|  |                      |                      |                     |  |  | José María Lúcar       | José María Lúcar       | 0                   |   |                        |                        |                        |                  |  |  |              |              |              |
|  |                      |                      |                     |  |  |                        |                        |                     |   |                        | Muslim Gadzhimagomedov | Muslim Gadzhimagomedov | 4                |  |  |              |              |              |
|  |                      |                      |                     |  |  |                        | David Nyika            | David Nyika         | 1 |                        |                        |                        |                  |  |  |              |              |              |
|  |                      |                      |                     |  |  | Ato Plodzicki-Faoagali | Ato Plodzicki-Faoagali | 1                   |   |                        |                        |                        |                  |  |  |              |              |              |
|  |                      |                      |                     |  |  | Uladzislau Smiahlikau  | Uladzislau Smiahlikau  | 4                   |   |                        |                        |                        |                  |  |  |              |              |              |
|  |                      |                      |                     |  |  |                        |                        |                     |   | Uladzislau Smiahlikau  | Uladzislau Smiahlikau  | 0                      |                  |  |  |              |              |              |
|  |                      |                      |                     |  |  |                        | David Nyika            | David Nyika         | 5 |                        |                        |                        |                  |  |  |              |              |              |
|  |                      |                      |                     |  |  | Youness Baalla         | Youness Baalla         | 0                   |   |                        |                        |                        |                  |  |  |              |              |              |
|  |                      |                      |                     |  |  | David Nyika            | David Nyika            | 5                   |   |                        |                        |                        |                  |  |  |              |              |              |
|  |                      |                      |                     |  |  |                        |                        |                     |   |                        |                        |                        |                  |  |  |              |              |              |

#### Deuxième partie
|  | Huitièmes de finale    | Huitièmes de finale    | Huitièmes de finale |  |  | Quarts de finale       | Quarts de finale       | Quarts de finale       |   |                | Demi-finales   | Demi-finales | Demi-finales |
|  |                        |                        |                     |  |  |                        |                        |                        |   |                |                |              |              |
|  | Julio Castillo         | Julio Castillo         | 0                   |  |  |                        |                        |                        |   |                |                |              |              |
|  | Hussein Iashaish       | Hussein Iashaish       | 4                   |  |  | Hussein Iashaish       | Hussein Iashaish       | 1                      |   |                |                |              |              |
|  | Abner Teixeira         | Abner Teixeira         | 4                   |  |  | Abner Teixeira         | Abner Teixeira         | 4                      |   |                |                |              |              |
|  | Cheavon Clarke         | Cheavon Clarke         | 1                   |  |  |                        |                        |                        |   | Abner Teixeira | Abner Teixeira | 1            |              |
|  | Elly Ajowi Ochola      | Elly Ajowi Ochola      | 0                   |  |  |                        | Julio César de la Cruz | Julio César de la Cruz | 4 |                |                |              |              |
|  | Julio César de la Cruz | Julio César de la Cruz | 5                   |  |  | Julio César de la Cruz | Julio César de la Cruz | 4                      |   |                |                |              |              |
|  | Emmanuel Reyes         | Emmanuel Reyes         | KO2                 |  |  | Emmanuel Reyes         | Emmanuel Reyes         | 1                      |   |                |                |              |              |
|  | Vassiliy Levit         |                        |                     |  |  |                        |                        |                        |   |                |                |              |              |
|  |                        |                        |                     |  |  |                        |                        |                        |   |                |                |              |              |
|  |                        |                        |                     |  |  |                        |                        |                        |   |                |                |              |              |